# Окулярець жовтобровий
Окулярець жовтобровий (Heleia superciliaris) — вид горобцеподібних птахів родини окулярникових (Zosteropidae). Ендемік Індонезії.

## Опис
Довжина птаха становить 12,7 см. Верхня частина тіла оливково-зелена, тім'я коричнювате. Над очима жовтуваті "брови", від дзьоба до очей і далі іде жовтувата смуга. Навколо очей білі кільця. Боки голови оливково-сірі зі сріблястим відтінком. Нижня частина тіла жовтувата, боки оливково-зелені.

## Підвиди
Виділяють два підвиди:
- H. s. hartertiana (Rensch, 1928) — острів Сумбава;
- H. s. superciliaris (Hartert, E, 1897) — острів Флорес.

## Поширення і екологія
Жовтоброві окулярці мешкають на островах Сумбава і Флорес. Вони живуть в гірських і рівнинних тропічних лісах на висоті від 1000 до 2100 м над рівнем моря. Харчуються комахами.